# Lemme de Weyl (équation de Laplace)
Pour les articles homonymes, voir Weyl.
En mathématiques, le lemme de Weyl, formulé par Hermann Weyl, énonce que toute solution faible de l'équation de Laplace est une fonction infiniment dérivable.
Ce résultat n'est pas systématiquement vrai pour d'autres équations comme l'équation des ondes, qui ont des solutions faibles qui ne sont pas des solutions régulières. Le lemme de Weyl est un cas particulier de régularité elliptique ou hypoelliptique.

## Énoncé
Soit {\displaystyle \Omega } un ouvert de {\displaystyle \mathbb {R} ^{n}}, l'espace euclidien de dimension n. On note Δ le Laplacien usuel.
Le lemme de Weyl  affirme que si une fonction localement intégrable {\displaystyle u\in L_{\mathrm {loc} }^{1}(\Omega )} est une solution faible de l'équation de Laplace, au sens où, si pour toute fonction {\displaystyle \varphi } de classe {\displaystyle C_{c}^{\infty }(\Omega )} à support compact on a :
{\displaystyle \int _{\Omega }u(x)\,\Delta \varphi (x)\,dx=0}
alors, quitte à changer sa définition seulement sur un sous-ensemble négligeable de {\displaystyle \Omega }, la fonction {\displaystyle u\in C^{\infty }(\Omega )}  est infiniment dérivable et vérifie {\displaystyle \Delta u=0} en chaque point de {\displaystyle \Omega }.
Par corollaire, toutes les fonctions harmoniques sur {\displaystyle \Omega } sont régulières ; mais ce lemme ne permet d'affirmer aucun résultat de régularité sur la frontière du domaine {\displaystyle \partial \Omega }.

## Démonstration
Pour démontrer le lemme de Weyl, on convolue la fonction {\displaystyle u} avec une suite régularisante {\displaystyle \varphi _{\varepsilon }} et on démontre que sa convolution {\displaystyle u_{\varepsilon }=\varphi _{\varepsilon }\ast u} satisfait l'équation de Laplace, ce qui implique que {\displaystyle u_{\varepsilon }} vérifie la propriété de la moyenne des fonctions harmoniques.
En prenant la limite quand {\displaystyle \varepsilon \to 0} et en utilisant les propriétés des régularisations, on montre que {\displaystyle u} a également la propriété de moyenne, ce qui implique qu'il s'agit d'une solution régulière de l'équation de Laplace. D'autres démonstrations utilisent la régularité de la solution fondamentale du Laplacien ou des estimations elliptiques a priori.

## Généralisation aux distributions
Plus généralement, le même résultat est valable pour chaque solution distributionnelle de l'équation de Laplace : Si  {\displaystyle T\in D'(\Omega )} vérifie {\displaystyle \langle T,\Delta \varphi \rangle =0} pour chaque {\displaystyle \varphi \in C_{c}^{\infty }(\Omega )}, alors {\displaystyle T=T_{u}} est une distribution régulière associée à une solution lisse {\displaystyle u\in C^{\infty }(\Omega )} de l'équation de Laplace.

## Lien avec l'hypoellipticité
Le lemme de Weyl découle de résultats plus généraux concernant les propriétés de régularité des opérateurs elliptiques ou hypoelliptiques. Un opérateur différentiel partiel linéaire {\displaystyle P} à coefficients réguliers est hypoelliptique si le support singulier de {\displaystyle Pu} est égal au support singulier de {\displaystyle u} pour toute distribution {\displaystyle u}.
L'opérateur de Laplace étant hypoelliptique, si {\displaystyle \Delta u=0}, alors le support singulier de {\displaystyle u} est vide puisque le support singulier de {\displaystyle 0} est vide, ce qui signifie que {\displaystyle u\in C^{\infty }(\Omega )} . Puisque le Laplacien est elliptique, on a un résultat plus fort : les solutions de {\displaystyle \Delta u=0} sont analytiques réelles.